# 3 Onder: Verhalen uit Arcadia
3 Onder: Verhalen uit Arcadia (oorspronkelijk 3Below: Tales of Arcadia) is een Amerikaanse science fantasy animatieserie, geproduceerd door DreamWorks Animation. Het is het tweede deel van Guillermo del Toro's Verhalen uit Arcadia trilogie.
De serie werd aangekondigd op 12 december 2017 door Netflix en DreamWorks. Op 5 oktober 2018 werd de premièredatum bekendgemaakt en werd de eerste teaser uitgebracht. Het eerste seizoen, bestaande uit 13 afleveringen, werd in de Verenigde Stagen uitgebracht op 21 december 2018 op Netflix. De serie werd afgesloten met de uitgave van het tweede seizoen op 12 juli 2019.
Een derde en laatste deel van de serie, getiteld Magiërs, werd uitgebracht op 7 augustus 2020. De film, Trollenjagers: Opkomst van de Titanen werd uitgebracht op Netflix op 21 juli 2021.

## Plot
De koninklijke buitenaardse broer en zus, kroonprinses Aja en kroonprins Krel van Huis Tarron, ontvluchten hun planeet Akiridion-5 na een staatsgreep en storten neer in Arcadia Oaks, Californië. Samen met hun hondachtige huisdier Luug en lijfwacht Varvatos Vex passen ze zich aan de menselijke cultuur aan en proberen hun ruimteschip te repareren om hun planeet te heroveren. Deze wordt overgenomen door dictator Generaal Val Morando, die premiejagers heeft gestuurd om de prins en prinses te vangen. Wanneer Vex wordt verbannen vanwege zijn betrokkenheid bij de coup, wordt hij gevangen genomen door de Zeron Broederschap en opgesloten op de maan. Aja en Krel ondernemen een reddingsmissie, waarna ze ontdekken dat Morando de Aarde nadert. Na Morando's nederlaag keren ze terug naar huis, samen met Eli, de vrijwillige ambassadeur van de Aarde op Akiridion-5, terwijl Krel besluit op Aarde te blijven vanwege zijn banden met menselijke vrienden.